# Burgumer Mar
El Burgumer Mar és un llac de la província de Frísia (Països Baixos), a l'est del poble de Burgum. Es va formar durant l'època glacial. És una zona concorreguda per als esports aquàtics, amb diversos ports esportius. El Canal de la Princesa Margarida divideix el llac en dues parts, nord i sud.
Des del 15 de març del 2007, el nom frisó occidental Burgumer Mar és el nom oficial del llac, abans el nom neerlandès ho era. Els pobles Jistrum, Eastermar, Sumar i Burgum voregen el llac.

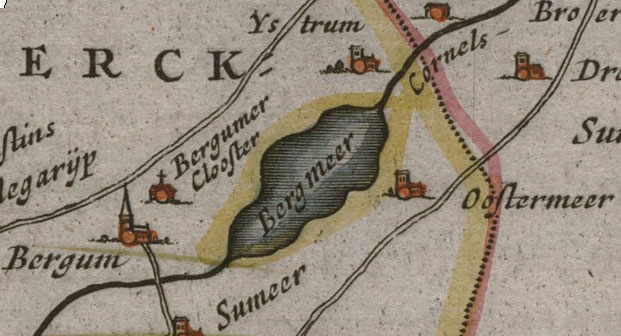
El llac en una mapa de Frísia de l'any 1630